# بذرالبنج خوزستانی
بذرالبنج خوزستانی، بذرالبنج راست‌میوه (نام علمی: Hyoscyamus orthocarpus) نام یک گونه از سرده بذرالبنج است.